# Tasata centralis
Tasata centralis là một loài nhện trong họ Anyphaenidae.
Loài này thuộc chi Tasata. Tasata centralis được M. J. Ramírez miêu tả năm 2003.